# NGC 5609
NGC 5609 је спирална галаксија у сазвежђу Волар која се налази на NGC листи објеката дубоког неба.
Деклинација објекта је + 34° 50' 34" а ректасцензија 14h 23m 48,3s. Привидна величина (магнитуда) објекта NGC 5609 износи 15,7 а фотографска магнитуда 16,5.